# Tessaratomidae
Famille
Les Tessaratomidae forment une famille de punaises phytophages classée dans l'infra-ordre des Pentatomomorpha. Elle comprend environ 240 espèces tropicale ou subtropicales réparties en trois sous-familles et cinquante-six genres. Cette famille est remarquable par ses coloris qui éloignent les prédateurs. Certaines espèces émettent des substances chimiques dangereuses pour l'homme ; quelques rares espèces sont consommées par les populations locales.
La plupart des espèces de cette famille sont des insectes ravageurs pour l'agriculture.
L'espèce-type de la famille est la punaise australienne Musgraveia sulciventris.

## Sous-familles, tribus et genres
- Natalicolinae Stål, 1870
  - Cyclogastridea - Afrique équatoriale et occidentale
  - Elizabetha - Afrique équatoriale
  - Empysarus - Inde du Sud et Sri Lanka
  - Encosternum - Afrique du Sud
  - Haplosterna - Afrique équatoriale
  - Natalicola - Afrique (genre type)
  - Selenymenum - Afrique équatoriale et occidentale
  - Stevesonius - Afrique centrale
- Oncomerinae Stål, 1870
  - Agapophyta - Australie, Moluques, Nouvelle-Guinée, îles Salomon
  - Cumare - Australie (Queensland)
  - Erga - Australie
  - Garceus - Australie (Queensland)
  - Lyramorpha - Australie, Moluques et Nouvelle-Guinée
  - Musgraveia - Australie
  - Neosalica - Birmanie, Chine, Inde, Sumatra et Vietnam
  - Oncomeris - Australie, îles de la Sonde, Moluques, Nouvelle-Guinée, Sulawesi (genre type)
  - Peltocopta - Australie
  - Piezosternum - Afrique, Cap Vert, Madagascar, Amérique centrale et Caraïbes, Amérique du Sud
  - Plisthenes - Australie, Nouvelle-Guinée, îles Salomon, Asie du Sud-Est
  - Rhoecus - Australie
  - Stilida - Australie
  - Tamolia - Nouvelle-Guinée
- Tessaratominae Stål, 1865
  - Tribu des Prionogastrini Stål, 1870:
  - Prionogaster - Afrique du Sud
  - Tribu des Sepinini Horváth, 1900:
    - Sous-tribu Platytataria Horváth, 1900
      - Platytatus

    - Sous-tribu Sepinaria Horváth, 1900
      - Ipamu - Afrique centrale
      - Malgassus - Madagascar
      - Pseudosepina - Madagascar
      - Rhynchotmetus - Madagascar
      - Sepina - Madagascar, Seychelles (genre type)

  - Tribu des Tessaratomini Stål, 1864
    - Sous-tribu Eusthenaria Stål, 1870
      - Anacanthopus - Philippines
      - Asiarcha - Chine, Inde, Indochine
      - Aurungabada - Inde (Bombay)
      - Candace - Afrique occidentale
      - Carpona - Chine, Inde, Asie du Sud-Est
      - Dalcantha - Inde, Asie du Sud-Est
      - Eurostus - Extrême-Orient, Asie méridionale, Asie du Sud-Est
      - Eurypleura - Indonésie (Java et Sumatra)
      - Eusthenes - Extrême-Orient, Asie méridionale, Asie du Sud-Est
      - Eusthenimorpha - Chine
      - Mattiphus - Chine, Indochine, Philippines, Sri Lanka, Sulawesi, Sumatra
      - Megaedoeum - Afrique occidentale
      - Origanaus - Chine
      - Pseudopycanum - Malaisie
      - Pycanum - Extrême-Orient, Asie méridionale, Asie du Sud-Est
      - Sanganus - Bornéo, Nouvelle-Guinée, Sumatra
      - Serrocarpona - Sulawesi

    - Sous-tribu Tessaratomaria Stål, 1864
      - Acidosterna - Malaisie, Sumatra
      - Amissus - Asie du Sud-Est
      - Embolosterna - Extrême-Orient, Asie méridionale, Asie du Sud-Est
      - Enada - Bornéo
      - Hypencha - Asie du Sud-Est
      - Mucanum - Asie du Sud-Est
      - Pygoplatys - Asie méridionale et Asie du Sud-Est
      - Siphnus - Asie du Sud-Est
      - Tessaratoma - Afrique, Australie, Asie du Sud-Est, Extrême-Orient, Asie du Sud-Est

  - Tribu des Notopomini Horváth, 1900 incertae sedis
    - Notopomus